# Eritrejské obranné síly
Eritrejské obranné síly (tigrajsky ሓይልታት ምክልኻል ኤርትራ, Hayltat Miklkal Ertra[zápis?]) jsou ozbrojené síly Eritreje, které se skládají z pozemních sil, letectva a námořnictva.

## Výzbroj
Ve výzbroji Eritrejských obranných sil se k roku 2023 nachází:
- pěchotní zbraně: AK-47, SA 58;
- bojová vozidla: T-54/T-55, BRDM-1, BRDM-2, BMP-1, BTR-60, MT-LB;
- protitankové střely: D-44, 9K11 Maljutka, 9K113 Konkurs;
- dělostřelectvo: 2S5 Hyacint, 2S1 Gvozdika, M-46, D-30;
- vojenská letadla: Su-25, Su-27, MiG-29, Mi-17, Bell 412;
- protiletadlové střely: ZU-23-2, ZSU-23-4;
- vojenské lodě: Super Dvora, Osa.

## Branná povinnost
Vojenská služba v Eritrejských obranných silách je povinná pro muže i ženy a trvá 18 měsíců.

## Galerie

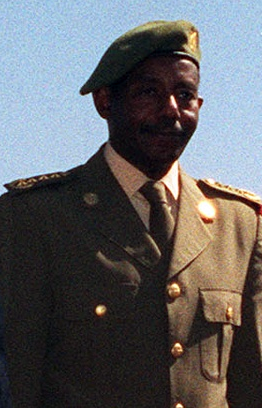
Eritrejský ministr obrany Sebhat Ephrem, 2002
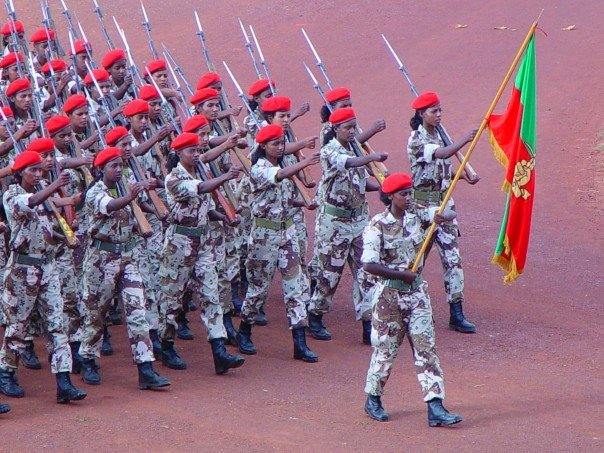
Oddíl vojákyň na přehlídce, 2006
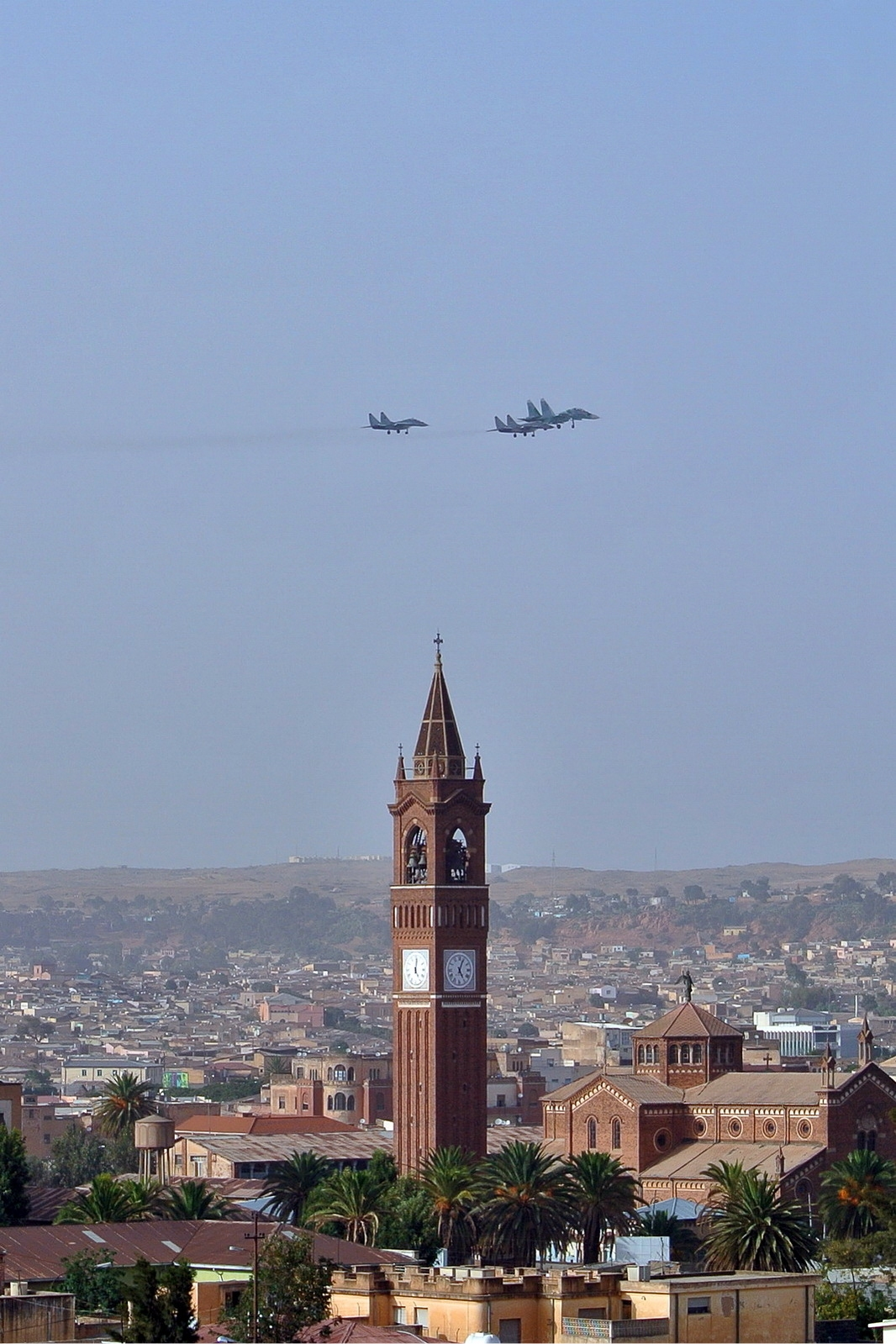
Přelet stíhaček Suchoj nad hlavním městem Asmarou, 2012
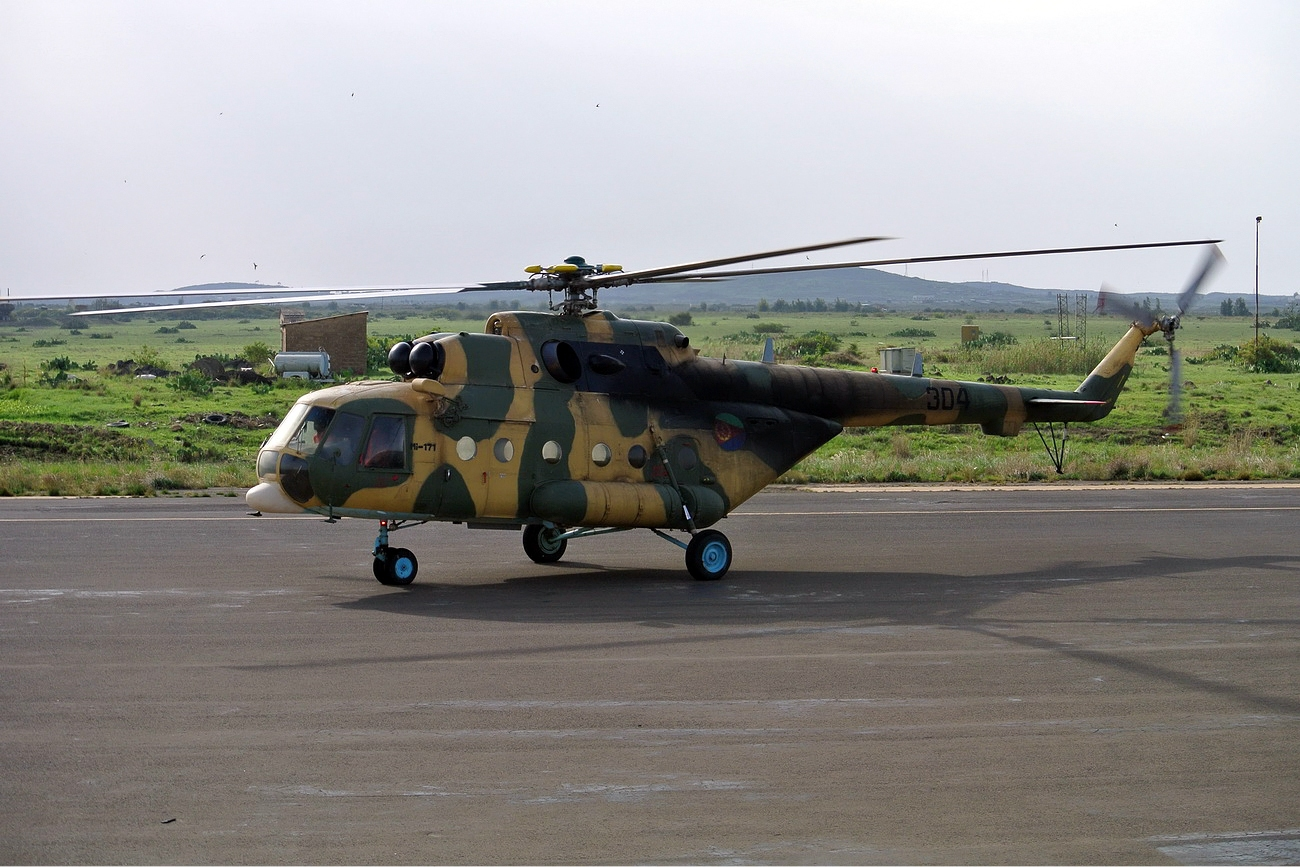
Helikoptéra Mil, 2012
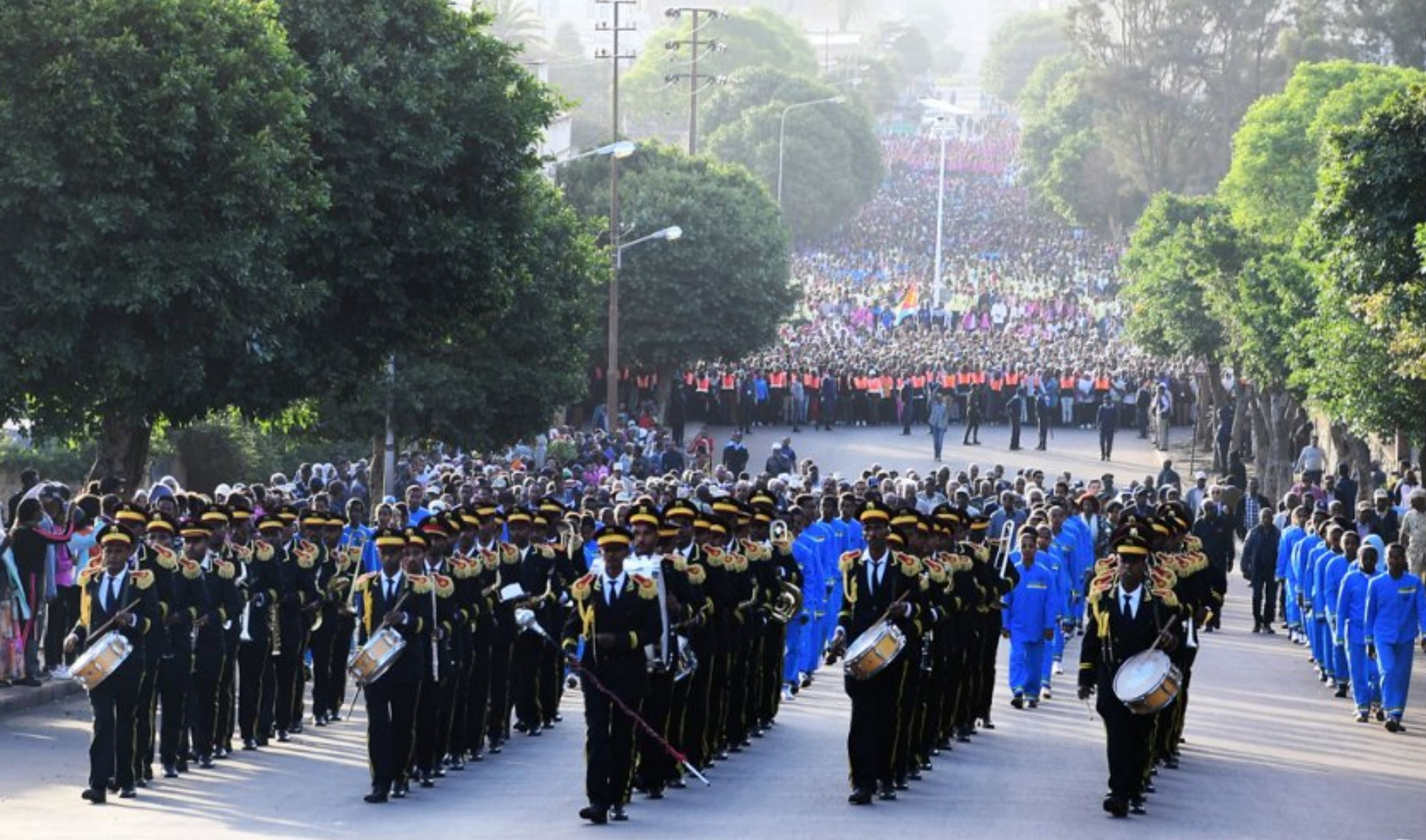
Vojenská kapela na přehlídce, 2023